# Johannes Ghiselin
Johannes Ghiselin (ook Verbonnet, Verbonetto, Barboneto) (Picardië, 1455 - waarschijnlijk in Vlaanderen, tussen 1507 en 1511) was een polyfonist en zanger afkomstig uit Picardië.

## Leven
Ghiselin werd waarschijnlijk omstreeks 1455 in Picardië geboren. Mogelijk slaat zijn bijnaam Verbonnet op zijn tot op heden nog niet geïdentificeerde geboorteplaats.
Over zijn vormingsjaren staat niets bekend. Misschien was hij op de een of andere wijze verbonden met de Bourgondische hofkapel. Daar lijkt het chanson "Je l’ay empris" aanleiding toe te geven, daar het het devies van Karel de Stoute citeert. Dit chanson had Ghiselin in het “ Christe”-deel van zijn "Missa De les armes" verwerkt.
In archieven wordt Ghiselin pas voor het eerst vermeld wanneer hij zich in Ferrara bevindt. Daar diende hij in de hofkapel van de melomane hertog Ercole d’Este (1505). In een op 10 juli 1491 in Reggio opgestelde brief, richtte Ghiselin, die ongetwijfeld al enkele jaren van de hertogelijke hofhouding deel uitmaakte, zich tot de hertog met het verzoek om beneficiën in Rubiera voor zijn zoontje Hercules:
"... aangezien ik, gelukkig getrouwd zijnde, geen aanspraak kan maken op zulk een prebende, verzoek ik U met dit schrijven zich de moeite te willen getroosten, mijn zoontje Hercules zodanig te begunstigen, dat hij dankzij uw bemiddeling de weg van de deugd mag volgen".
Het staat niet vast of Ghiselins verzoek enig gunstig gevolg heeft gehad. In hetzelfde jaar stuurt Isabella d’Este hem naar Frankrijk met de opdracht twee jonge zangers voor de hofkapel te winnen. Kort na zijn terugkeer verlaat Ghiselin Ferrara echter weer.
Vanaf oktober 1492 was Ghiselin zanger in Florence. Hij zong aan het baptisterium van San Giovanni, aan de kathedraal en aan de Santa Annunziata. Wanneer de kapel in maart 1493 ontbonden wordt, verliest Ghiselin zijn betrekking. Omdat hij zijn schulden bij een zekere Bonaventura di Mostro uit Ferrara niet kan terugbetalen, wordt hij in hechtenis genomen en pas dankzij Ercoles voorspraak in april 1493 op vrije voeten gesteld.
In de daarop volgende periode moet hij lid van de Franse hofkapel zijn geworden. Een aanwijzing daarvan is dat Ghiselin het in 1493, naar aanleiding van de gedwongen terugkeer naar Brussel uit Parijs van Margaretha van Oostenrijk, ontstane gedicht van Octavianus van Saint-Gelais op muziek heeft gezet. Ook Crétins klaagzang over de dood van Johannes Ockeghem (1497), waarin Ghiselin wordt vernoemd samen met Alexander Agricola en Johannes Prioris - beiden componisten van de Franse hofkapel -, en ten slotte de onlangs ontdekte omstandigheid dat Ghiselin en Alexander Agricola, die aantoonbaar in Frankrijk heeft verbleven, zich in februari en maart 1494 samen in Napels bevonden aan het hof van Alfons II, wiens bewind begin dat jaar een aanvang had genomen.
In een brief van 21 juli 1501 noemt Ferrara’s boodschapper aan het Franse hof, de Cavalieri, Ghiselin een zanger van de Franse koning. Terzelfder tijd behield Ghiselin tot aan zijn dood zijn goede baan aan Ercoles hof in Ferrara en bleef hij als muziekagent in Frankrijk voor de hertog actief. Hij overhandigde de boodschapper van Ferrara in 1501 bijvoorbeeld verschillende composities (onder meer van Josquin Desprez), die door de boodschapper met een brief van 25 september 1501 naar Ferrara werden gestuurd. Wanneer Josquin Desprez op het aanbod van de hertog ingaat om maestro di cappella van de hofkapel in Ferrara te worden, krijgt Ghiselin de opdracht Josquin vanuit Frankrijk naar Ferrara te begeleiden. Op 12 april 1503 bericht de boodschapper van Mantua bij het Franse hof dat Josquin en Ghiselin, vanuit Parijs in een prachtige wagen vertrokken, Lyon hebben bereikt en er de nacht in zijn huis hebben doorgebracht. Uit recenter opgedoken archivalia blijkt nochtans dat Ghiselin Josquin niet tot Ferrara zou hebben vergezeld.
In 1503 verschenen Ghiselins Missen in Italië in een druk van Ottaviano Petrucci. Deze eer kwam Ghiselin ten deel als tweede componist na Josquin Desprez.
Wanneer Josquin Desprez in het voorjaar van 1504 Ferrara verlaat en Jacob Obrecht voor de betrekking van maesttro di cappella wordt aangetrokken, was het, voor zover uit de briefwisseling valt op te maken, waarschijnlijk opnieuw Ghiselin, die Obrecht in de herfst van 1504 op zijn reis vanuit het Noorden begeleidt. Hoelang Ghiselin in Ferrara blijft, is niet geweten. Waarschijnlijk vlucht hij omwille van de pest naar de Nederlanden. Obrecht blijft echter in Ferrara en sterft er.
In de archieven is Ghiselin in 1507 aantoonbaar actief bij de Gilde van Onze-Lieve-Vrouwe in Bergen op Zoom. Hij zou zich daar minstens een jaar hebben opgehouden. Dat de rekeningen van de volgende jaren niet behouden zijn en hij in 1511 niet meer in de rekeningen voorkomt, wijst er vermoedelijk op dat hij tussen 1507 en in 1511 moet zijn overleden.

## Werken
Zoals bij Josquin ging Ghiselins belangstelling uit naar het vinden van oplossingen voor de muzikale problemen veroorzaakt door de verticaal en horizontaal bewegende compositie van de meerdelige mis. Ghiselins missen waren bekend en gewaardeerd, zoals blijkt uit het feit dat het voor de Italiaanse uitgever en muziekdrukkunstpionier Petrucci het tweede boek in zijn fonds was dat hij geheel aan het oeuvre van één componist wijdde (1503). De meeste van Ghiselins missen zijn gebaseerd op chansons, waaronder chansons van Antoine Busnois, Alexander Agricola, Guillaume Dufay, Loyset Compère en Ghiselin zelf.
Ghiselin schreef motetten, chansons en Nederlandse wereldlijke liederen. Nog in 1551 neemt de Antwerpse uitgever Tielman Susato in een van zijn "musyck boexkens" (begonnen als een reeks met muziek op Nederlandse tekst), van de dan al waarschijnlijk minstens vier decennia terug overleden componist één Nederlands lied op, "Ghij sijt die wertse boven al", dat overigens nog in geen andere bron is aangetroffen. Van Ghiselins weinig talrijke instrumentale stukken is zijn vierstemmige zetting van "La Spagna" waarschijnlijk een van de eerste meerstemmige bewerkingen van deze vermaarde bassadanza-melodie, al kan over de datering van het stuk geen uitsluitsel worden gegeven.

### Missen
1. Missa La belle se siet;
2. Missa De les armes;
3. Missa N’arayge;
4. Missa Gracieuse;
5. Missa Je nay dueul;
6. Missa Le renvoy (enkel Tenor en Bass bewaard);
7. Missa Ghy syt die wertste boven al;
8. Missa Joye me fuyt (enkel Sanctus en Agnus Dei bewaard).

### Motetten

#### Chanson-Motetten
1. Anima mea liquefacta est I, 3v;
2. Favus distellans, 3v (zonder tekst overgeleverd);
3. Miserere, Domine /In patiëntia, 3v;
4. O florens rosa, 3v.

#### Koraalbewerkingen
1. Ad te suspiramus, 2v;
2. Anima mea liquefacta est II, 4v;
3. Maria virgo semper laetare, 4v;
4. Salve Regina, 4v.

#### Tenor-Motetten
1. Inviolata, integra et casta, 4v;
2. Regina coeli laetare, 4v.

#### Vrije Motetten
1. Ave Domina, sancta Maria, 4v;
2. O gloriosa Domina, 4v.

### Wereldlijke werken
1. A vous madame, 3v;
2. Carmen in sol, 3v;
3. De che te pasci amore, 3v;
4. De tous biens playne, 3v;
5. Dulces exuviae, Text: Vergil, Aeneis IV, 651-654 4v;
6. Een frouwelic wesen, 3v;
7. Fors seulement 3vv (2 zettingen);
8. Ghy syt die wertste, 4v;
9. Helas hic moet my liden, 3v;
10. J’ayme bien mon amy, 3v;
11. Je l’ay empris, 3v;
12. Je loe amours, 3v;
13. Je suis treffort, 3v;
14. L’Alfonsina, 3v (Ferrara, voor 1491);
15. Las me lares vous donc, 3v;
16. La Spagna, 4v;
17. Le cueur le syuit, 3vv (nach 1493, Tekst: Octavianus van Saint-Gelais);
18. Rendez le moy mon cueur, 3v;
19. Si jay requis, 3v;
20. Wet ghy wat mynder jonghen herten dert, 3v;
21. Vostre a jamays, 3vv.